# Pawat Chittsawangdee
Pawat Chittsawangdee (ภวัต จิตต์สว่างดี; também conhecido como Ohm (โอม), nascido em 22 de março de 2000) é um ator tailandês. Ele é conhecido por atuar em Make It Right (2016-2017) como Frame, em He's Coming to Me (2019) como Thun, como o protagonista do filme Dew (2019). Ele também foi Khet, personagem da série em The Shipper (2020). Seu último papel de sucesso é como Pat em Bad Buddy (2021).

## Vida
Pawat nasceu em Bangkok, Tailândia. Ele completou seus estudos no Colégio Assunção. Atualmente ele está fazendo seu bacharelado em cinema e mídia digital na Faculdade de Inovação em Comunicação Social da Srinakharinwirot University.

## Carreira
Em 2016, Pawat estreou na indústria do entretenimento no papel de Frame na série televisiva Make It Right da MCOT HD, e depois reprisou seu papel em 2017, na segunda temporada do seriado. Ele passou a atuar em vários dramas como Siam 13 Hours, Bangkok Ghost Stories: Rescuer e Beauty Boy: The Series. Antes de assinar contrato com a empresa de entretenimento GMMTV, ele foi, a princípio, convidado pelo diretor administrativo Sataporn Panichraksapong para uma audição para uma série. Ao aceitar o convite, Ohm conseguiu com sucesso o papel de Thun em He's Coming to Me, onde contracenou com Prachaya Ruangroj (Singto), assim tendo seu primeiro papel de ator com sua atual agência.
Ele estrelou o filme romântico tailandês Dew, onde atuou como o protagonista que dá nome à obra.

## Filmografia

### Filmes
| Ano  | Título               | Personagem          | Função       | Ref.  |
| ---- | -------------------- | ------------------- | ------------ | ----- |
| 2018 | Cross-Dimension Love | —                   | Convidado    | [ 6 ] |
| 2019 | Dew                  | Dew                 | Protagonista | [ 7 ] |
| 2021 | My Precious          | Ainda não divulgado | Protagonista | [ 8 ] |

### Televisão
| Ano  | Título                         | Personagem | Função              | Ref.   |
| ---- | ------------------------------ | ---------- | ------------------- | ------ |
| 2016 | Make It Right                  | Frame      | Protagonista        | [ 9 ]  |
| 2016 | War of High School             | Pound      | Protagonista        | [ 10 ] |
| 2016 | Haunted                        | Ter        | Protagonista        | [ 11 ] |
| 2017 | Make It Right 2                | Frame      | Protagonista        | [ 12 ] |
| 2017 | Siam 13 Hours                  | Ick        | Protagonista        | [ 13 ] |
| 2017 | Enough                         | —          | Protagonista        | [ 14 ] |
| 2018 | Bangkok Ghost Stories: Rescuer | Frame      | Protagonista        | [ 13 ] |
| 2018 | Beauty Boy: The Series         | Pound      | Personagem de apoio | [ 15 ] |
| 2019 | He's Coming To Me              | Thun       | Protagonista        | [ 16 ] |
| 2019 | Make It Live: On The Beach     | Frame      | Convidado           | [ 17 ] |
| 2019 | Blacklist                      | Highlight  | Protagonista        | [ 18 ] |
| 2020 | The Shipper                    | Khet       | Protagonista        | [ 19 ] |
| 2021 | An Eye for an Eye              | Nawa       | Protagonista        | [ 20 ] |
| 2021 | Bad Buddy                      | Pat        | Protagonista        | [ 21 ] |
| 2022 | 10 Years Ticket                | —          | Protagonista        |        |
| 2022 | Vice Versa                     | Tess       | Convidado           |        |

### Aparições em videoclipes
| Ano  | Título                                     | Artista         | Personagem | Ref.   |
| ---- | ------------------------------------------ | --------------- | ---------- | ------ |
| 2021 | จักรวาลที่ฉันต้องการมีแค่เธอ (My Universe is You) | Korapat Kirdpan | Ele mesmo  |        |
| 2021 | แค่เพื่อนมั้ง (Just Friend?)                    | Korapat Kirdpan | Pat        | [ 22 ] |
| 2021 | จะไม่บอกใครละกันว่าเธอชอบฉันก่อน (Secret)       | Kacha Nontanun  | Pat        | [ 23 ] |

## Prêmios e indicações
| Year | Award                                | Category                                      | Nominated work                                    | Result | Ref.   |
| ---- | ------------------------------------ | --------------------------------------------- | ------------------------------------------------- | ------ | ------ |
| 2019 | Thailand Master Youth                | Artists, Performers, Singers & Entertainers † | —                                                 | Venceu | [ 24 ] |
| 2020 | LINE TV Awards                       | Best Dramatic Scene                           | He's Coming to Me (shared with Prachaya Ruangroj) | Venceu | [ 25 ] |
| 2020 | 28th Bangkok Critics Assembly Awards | Best Supporting Actor                         | Dew                                               | Venceu | [ 26 ] |
| 2021 | Kazz Awards                          | Num Wai Sai                                   | Bad Buddy Series                                  |        |        |